# Benedikt Gletting
Benedikt Gletting, auch Benedicht Gletting (* um 1500 in Bütschwil; † 1565) war ein Schweizer Lehrer und Texter weltlicher und geistlicher Lieder.

## Leben
Zu den Lebensdaten und Lebensumständen von Benedikt Gletting liegen nur bruchstückhaft Hinweise vor; so gilt als gesichert, dass er verheiratet war und einen Sohn hatte.
Er verliess vermutlich um 1515 seinen Heimatort Bütschwil und liess sich 1540 als Schulmeister für einige Jahre in Bern nieder, bevor er sich bis 1561 für einen längeren Zeitraum als Landschullehrer und fahrender Sänger im Berner Oberland aufhielt, anschliessend kehrte er wieder nach Bern zurück.
Er verfasste und veröffentlichte umfangreiche Lieder und Balladen weltlichen und geistlichen Inhalts, die einen grossen Erfolg in der Bevölkerung hatten; sie wurden bis in das 17. Jahrhundert mehrmals aufgelegt. Unter diesen Liedern befanden sich viele Loblieder auf Orte, darunter Frutigen, Mülenen, Aeschi und Reichenbach im Berner Oberland sowie Bern und Murten. Seine Ballade Der geystlich Joseph über den biblischen Joseph umfasste über 300 Verse.
Die Lieder waren im Stil und Ausdruck ganz volkstümlich und hatten darum grossen Erfolg. Er dichtete teilweise weltliche Lieder in geistliche Lieder um, so unter anderem das Tageslied Der Morgenstern hat sich geschwungen in das geistliche Tageweise von der liebhabenden Seele zu Gott ihrem Gemahl aus dem Vaterunser. Das Lied Von dem Fräulein von Samaria dichtete er nach der Melodie des Volksliedes Es wollt ein Maidlein Wasser holen um; auch sein Lied Der geistlich Hauptmann, wie er jetzt auf den Frühling will Knechte annehmen dichtete er nach einem bekannten Volkslied. Seinem Lied über die Geschichte Josephs liegt die Melodie des Liedes Es warb ein Knab nach ritterlichen Dingen zugrunde.
In seinem Lied O usserwolte Eydgnoschafft („O auserwählte Eidgenossenschaft“) forderte er die Einheit während der Zeit der konfessionellen Spaltung nach der Schweizer Reformation. Das Lied wurde 1934 von Hanns in der Gand in einer von 26 auf 4 Strophen gekürzten Fassung unter dem Titel Vermahnlied an die Eidgenossenschaft herausgegeben und in dieser Form im Laufe des 20. Jahrhunderts in verschiedenen Schweizer Liederbüchern nachgedruckt.  
Die Drucke seiner Lieder, die er der Druckerdynastie Matthias Apiarius anvertraute, fallen in die Zeit von 1560 bis 1564.

## Lieder (Auswahl)
- Got hat den Sathan gfangen gnon. Bern: Matthias Apiarius 1551.
- Ein hüpsch nüw Lied zuo Lob und Eheren den frommen Landtlütten Eschi, Mülinen und Rychenbach. Bern: Mathia Apiario, 1552.
- Nvn will ich aber heben an. Bern: M. Apiarius 1554
- Nvn rathend beyde wyb vnd man. Bern: Samuel Apiarius 1556.
- Jch müß yetz gan ich wolt lieber ryten. Bern: Samuel Apiarius 1556.
- Ejn nüws lied das dunckt mich schier von nöten. / Gottvatter fürt ein grosse klag. Bern: Samuel Apiarius 1557.
- Jr Christenlichen Helden. Bern: Samuel Apiarius 1557.
- Nvn hörend ein liedlin kurtz vnd güt. Bern: Samuel Apiarius 1558.
- Des Himels botschafft ist vorhand. Bern: Samuel Apiarius 1558.
- Mjn gmüt das fart spatzieren vß. Bern: Samuel Apiarius 1559.
- Ein hüpsch nüw Lied, zuo lob und eer der Statt Solothurn. Samuel Apiario, 1559.
- Ach Gott wyr sünd dich prysen. Bern: Siegfried Apiarius 1560.
- Jch wyl ein Liedlin heben an. Bern: Siegfried Apiarius 1560.
- Jch gieng ein mal spatzieren ein wäglin klein. Bern: Siegfried Apiarius 1560.
- Jch wölt aber gern ein nüwes liedlin singen. Bern: Siegfried Apiarius 1560.
- O Jesu warer Gottes Son. 1560.
- Ejn meister gsang hab ich gedicht. Bern: Samuel Apiarius 1563
- Wjlt du by Gott din wonung han. Bern: Samuel Apiarius 1563.
- Wo wot ich hin vmb hilff vnd roth. / Es erloßt ein Ritter wolgemüt. Bern: Siegfried Apiarius 1563.
- Der geistlich Wagenmann. Bern: Siegfried Apiarius 1563.
- Von Samson dem Nasir Gottes. Samuel Apiarius 1564.
- Ein schöne Tageweis. Straubing: Hans Burger, 1564.
- Ein Geistlich Hüpsch Lied. 1564.
- Wo vß, jr lieben frommen. Bern: Samuel Apiarius 1564.
- Nvn merckendt vff zü diser frist. Bern: Siegfried Apiarius 1564.
- Das Fröwlin von Samaria. Bern: by Sigfrid Apiario, 1564.
- Die Geystliche Bilgerfart. Bern: by Samuel Apiario, 1564.
- Ein Geistlich Meyen lied, von dem Gnadenrichen lieblichen Meyen Christum am Crütz hangende. Bern: by Siegfried Apiario, zwischen 1560 und 1565.
- Berichtlied, wie sich der mensch so uss todts noeten erloesst, fürhin in synem laeben halten soelle. Bern, zwischen 1537 und 1565.
- Der geistlich Hauptmann. Basel: bey Samuel Apiario, 1567.
- Sündtfluss, Woelcher uber die Menschen gangen ist, zuo der zeit Noe, von waegen jres Sündtlichen laebens. Basel: bey Samuel Apiario 1570.
- Wer fröud wöll han heb mitt mir an. Bern: Vinzenz im Hof 1572.
- Das wort der warheit Jesus Christ. Basel: Samuel Apiarius 1570/80.
- Zwey Hüpsche Newe Lieder. Basel: bey Samuel Apiario, 1585.
- Als Dauid wolte sterben. Basel: Samuel Apiarius 1585.
- Das Geistlich Vogelgesang.  Bern: Jakob Stuber, 1625.
- Nvn hörend zu ein nüws gedicht ich bringen. Basel: Apiarius 1634.
- Min frölich hertz trybt mich an zü singen. 1650.
- Der Geistlich Weingarten. 1675.
- Zwey schöne geistliche Lieder. 1689.
- Der geistlich Joseph. Bern: M. Apiarius o. J.
- Der weltlich Joseph. o. J.
- Nvn mercken vff beide wyb vnnd man. Bern: M. Apiarius o. J.
- Nun hörnd ein lied mit ganntzem flyß. Bern: M. Apiarius o. J.
- Eschi Richenbach Mülinen. Bern: M. Apiarius o. J.
- Ach Gott wie schwär ist dienen. Bern: M. Apiarius o. J.
- Jr vßerwelten alle sampt. Bern: Samuel Apiarius o. J.
- Herend zü in diser wyß. / Ach Gott ich müß dir klagen. Bern: Siegfried Apiarius o. J.
- Es nahat sich dem summer. Bern: Siegfried Apiarius o. J.
- Jch stünd an einem morgen. Bern: Samuel oder Siegfried Apiarius o. J.
- O Wunder über alle wunder groß. Bern: Apiarius o. J.
- Wje wend wir dsachen gryffen an. Bern: Apiarius o. J.
- O Göttliche macht vnd Schöpfer aller dingen. Bern: Apiarius o. J.
- Was kan ich bessers singen. Bern: Apiarius o. J.
- Das liecht ist lang verborgen gsin. Bern: Apiarius o. J.